# Jane Marken
Jane Marken, född Jeanne Berthe Adolphine Crabbe 13 januari 1895 i Paris, död  1 december 1976 i samma stad, var en fransk skådespelerska.

## Roller i urval
- 1937 – En odödlig kärlek
- 1938 – Hotel du Nord
- 1943 – Under eviga stjärnor
- 1945 – Paradisets barn
- 1946 – Nattens portar
- 1946 – Utflykt på landet
- 1950 – Hamnkrog
- 1951 – Knock
- 1956 – Och Gud skapade kvinnan...
- 1957 – Oss älskare emellan
- 1958 – En kvinnas ansikte
- 1964 – Kom, så älskar vi!